# Nagomari
Nagomari – wieś w Gruzji, w regionie Guria, w gminie Ozurgeti. W 2014 roku liczyła 365 mieszkańców.